# 코오롱머티리얼
코오롱머티리얼 주식회사(영어: KOLON MATERIALS)는 코오롱그룹 계열의 화학 기업이다.

## 역사 및 현황
2008년 3월 3일 코오롱의 원사사업부문에서 분사하여 설립되었으며, 2012년 4월 5일에 유가증권시장에 상장하였다. 2018년에는 나노포라를 흡수합병하였으며, 2019년에는 사명을 코오롱패션머티리얼에서 코오롱머티리얼로 변경하였다. 2021년 11월 5일에는 코오롱그룹의 완전자회사에 편입됨에 따라 상장폐지 되었다.